# Митаке (гора)
Митаке (яп. 御岳山 Митаке-сан) — гора в Японии. Находится на территории национального парка Титибу-Тама-Кай, недалеко от Токио. Высота 929 м (3 048 футов) над уровнем моря.

## География
Гора Митаке является одной из отправных точек Национального парка Титибу-Тама-Кай, который покрывает более 1250 км² заросших лесом гор, холмов, ущелий, а также нескольких небольших городов в четырёх префектурах Яманаси, Сайтама, Нагано и Токио.

## Достопримечательности горы Митаке
На вершине горы находится синтоистское святилище храм Мусаси-Митаке. По пути к храму — маленькая деревня с гостиницами в японском стиле, магазины сувениров. Считается, что Мусаси-Митаке является центром поклонения богам гор на протяжении почти двух тысяч лет.
От храма несколько дорог ведут к соседним горам и долинам. Среди наиболее красивых мест — так называемый «Каменный сад» — узкая лесистая долина с живописной речкой, огромные камни, покрытые мхом и два водопада.

## Галерея
- Митаке-сан — святая гора с красочной святыней на вершине
- Гора Митаке. Город Оме в префектуре Токио
- Дорога на горе Митаке
- Вид с вершины горы Митаке